# Corps de garde de Turckheim
Le corps de garde de Turckheim est un monument historique situé à Turckheim, dans le département français du Haut-Rhin.

## Localisation
Ce bâtiment est situé place Wickran et 1, rue Wickram à Turckheim.

## Historique
L'édifice fait l'objet d'une inscription au titre des monuments historiques depuis 1930.

## Architecture

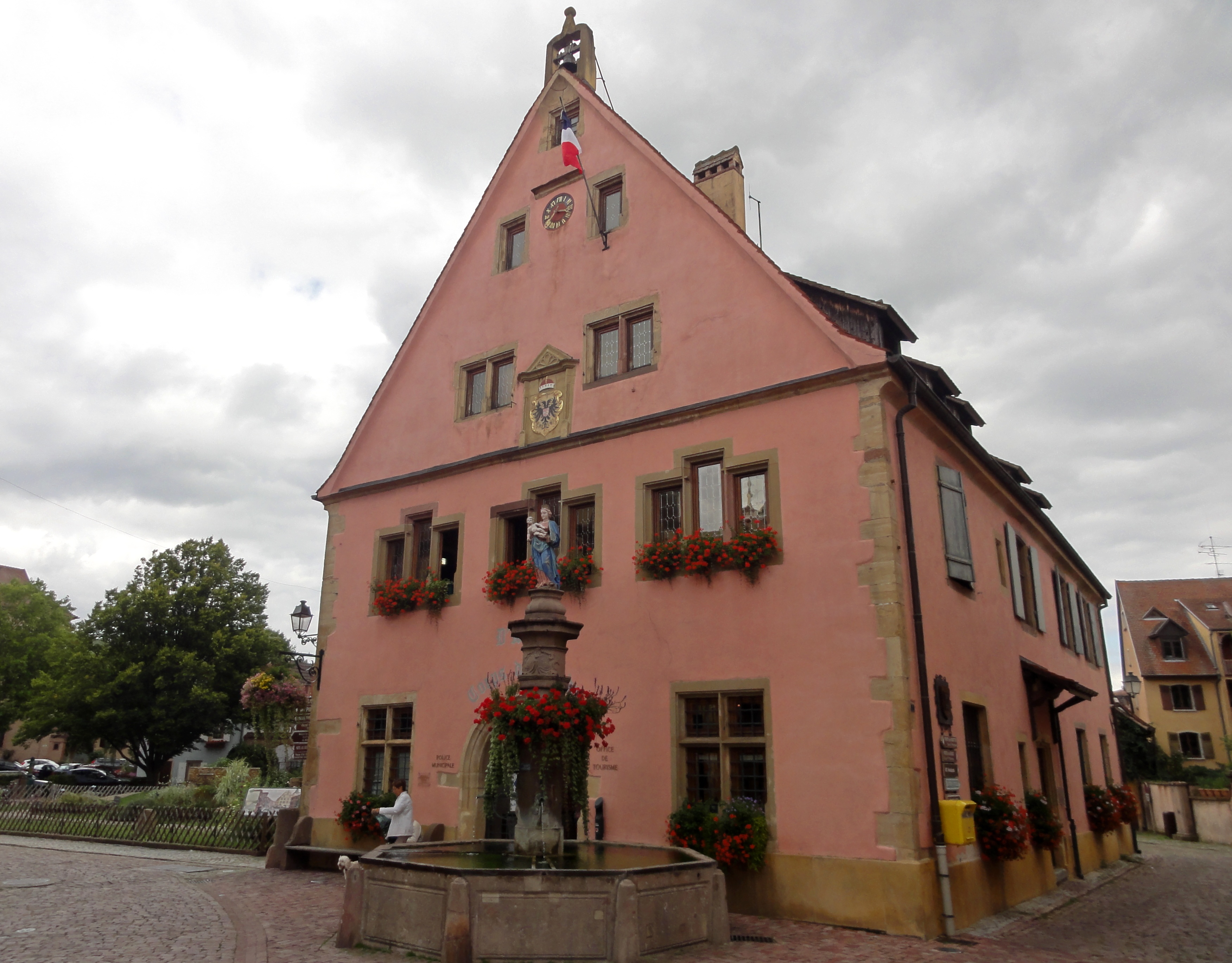
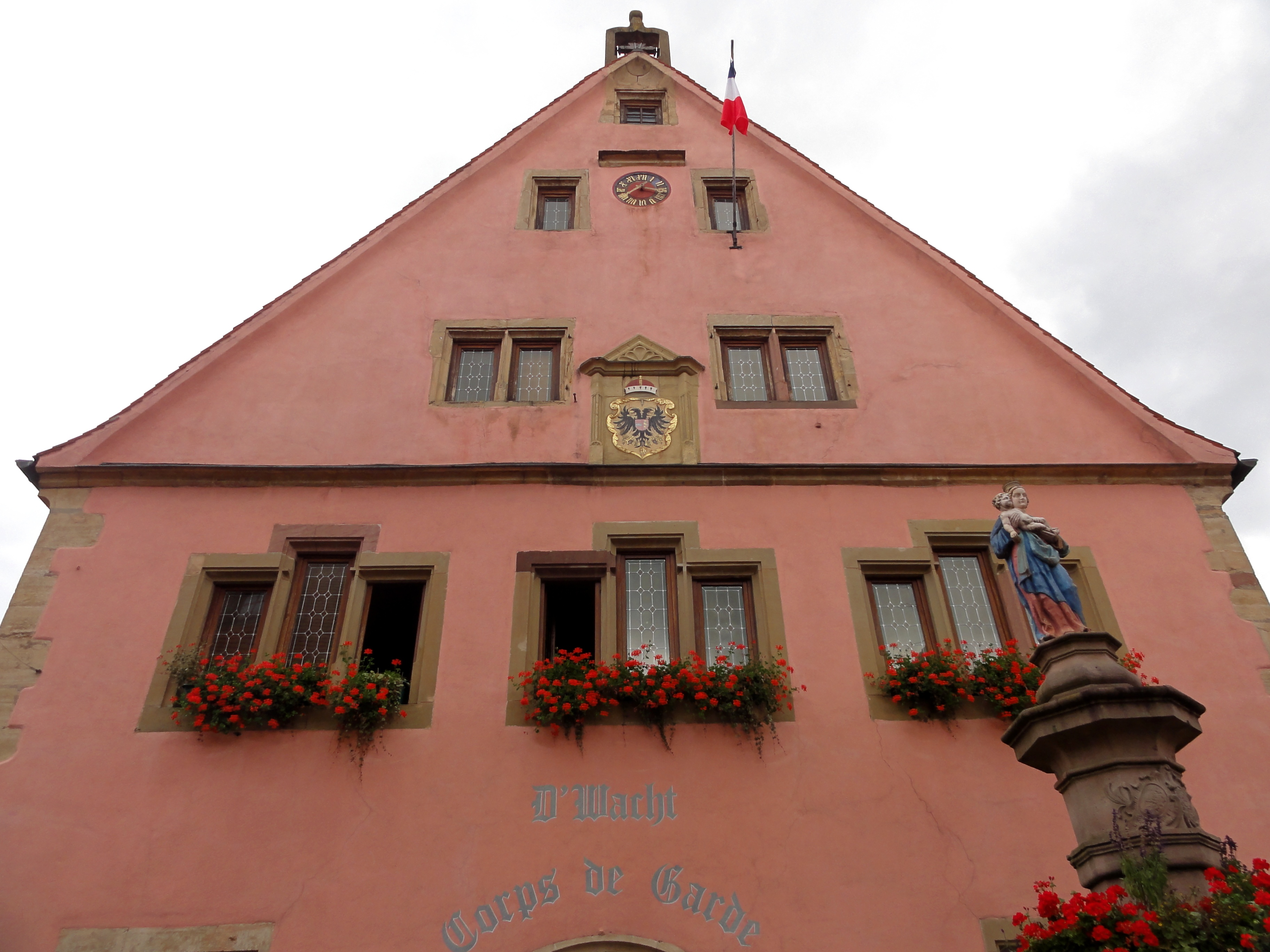